# Wiencourt-l'Équipée
Wiencourt-l'Équipée là một xã ở tỉnh Somme, vùng Hauts-de-France, Pháp.

## Địa lý
Thị trấn này có cự ly khoảng 14 dặm Anh (22 km) về phía đông của Amiens, trên đường D133.

## Dân số
| 1962                                                  | 1968 | 1975 | 1982 | 1990 | 1999 |
| ----------------------------------------------------- | ---- | ---- | ---- | ---- | ---- |
| 227                                                   | 238  | 234  | 190  | 199  | 205  |
| Số liệu dân số từ năm 1962, dân số không tính hai lần |      |      |      |      |      |